# 巴尔德雷迪夫莱
巴尔德雷迪夫莱，是西班牙坎塔布里亚的一个市镇。总面积298平方公里，总人口1120人（2001年），人口密度4人/平方公里。